# Campionato svizzero di pallavolo femminile
Il campionato svizzero di pallavolo femminile è un insieme di tornei pallavolistici per squadre di club svizzeri, istituiti dalla federazione pallavolistica della Svizzera.

## Struttura
- Campionati nazionali professionistici:

Lega Nazionale A: a girone unico, partecipano 10 squadre.
- Campionati nazionali non professionistici:

Lega Nazionale B: due gironi da otto squadre ciascuno;
1. Lega: quattro gironi da dieci squadre ciascuno.
- Campionati regionali non professionistici.